# Mircen
Mircenul este o monoterpenă aciclică naturală ce este răspândită în uleiul volatil al unor specii vegetale, precum: Laurus nobilis (dafin), Humulus lupulus (conuri de hamei) și Lippia citriodora.